# Europäische Go-Meisterschaften
Die europäischen Go-Meisterschaften oder der europäische Go-Kongress (EGC) ist eine alljährlich stattfindende Veranstaltung, die von der European Go Federation organisiert wird. Die Veranstaltung, die sowohl Turniere als auch Vorträge und Informationsveranstaltungen umfasst, gilt als Hauptereignis des europäischen Go-Sports. Es erstreckt sich in der Regel über einen Zeitraum von zwei Wochen, wobei innerhalb der ersten acht Tage der europäische Go-Meister ermittelt wird.
Als nächste Austragungsorte sind 2025 Warschau in Polen und 2026 Ankara in der Türkei vorgesehen.

## Europameister
Die europäischen Meister werden seit 1957 ermittelt.

### Europameister ab 1984
Seit 1984 ist die Teilnahme am Turnier nicht mehr auf europäische Spieler beschränkt. Der europäische Meister ist der höchstplatzierte Spieler europäischer Herkunft.

### Europameister ab 2015
Seit 2015 findet die Europameisterschaft unabhängig von der Offenen Europameisterschaft statt, der Europameister wird also wieder ausschließlich unter Europäern ausgespielt. Es ist dem Europameister allerdings möglich, auch Sieger in der Offenen Europameisterschaft zu werden.